# Lucky Luke
Lucky Luke is een Belgische stripreeks die sinds 1946 loopt. De hoofdpersoon is een cowboy die avonturen beleeft in het Wilde Westen. De strip werd bedacht door de Belg Maurice De Bevere uit Kortrijk. Maurice werkte onder het pseudoniem Morris. Twee jaar na diens overlijden in 2001 hervatte Hervé Darmenton (Achdé) het tekenwerk.
Lucky Luke is een humoristische stripreeks en heeft vele scenaristen gehad, waarvan René Goscinny de bekendste en meest gevierde was. De verhalen spelen zich alle af in de Verenigde Staten in de negentiende eeuw. Vaak worden de clichés van het westerngenre geparodieerd en ook bekende kleurrijke historische personages opgevoerd.
De strip behoort samen met De avonturen van Kuifje en Asterix tot de succesvolste Europese stripseries. De reeks is in 23 talen vertaald, waaronder enkele Afrikaanse en Aziatische talen.

## Inhoud

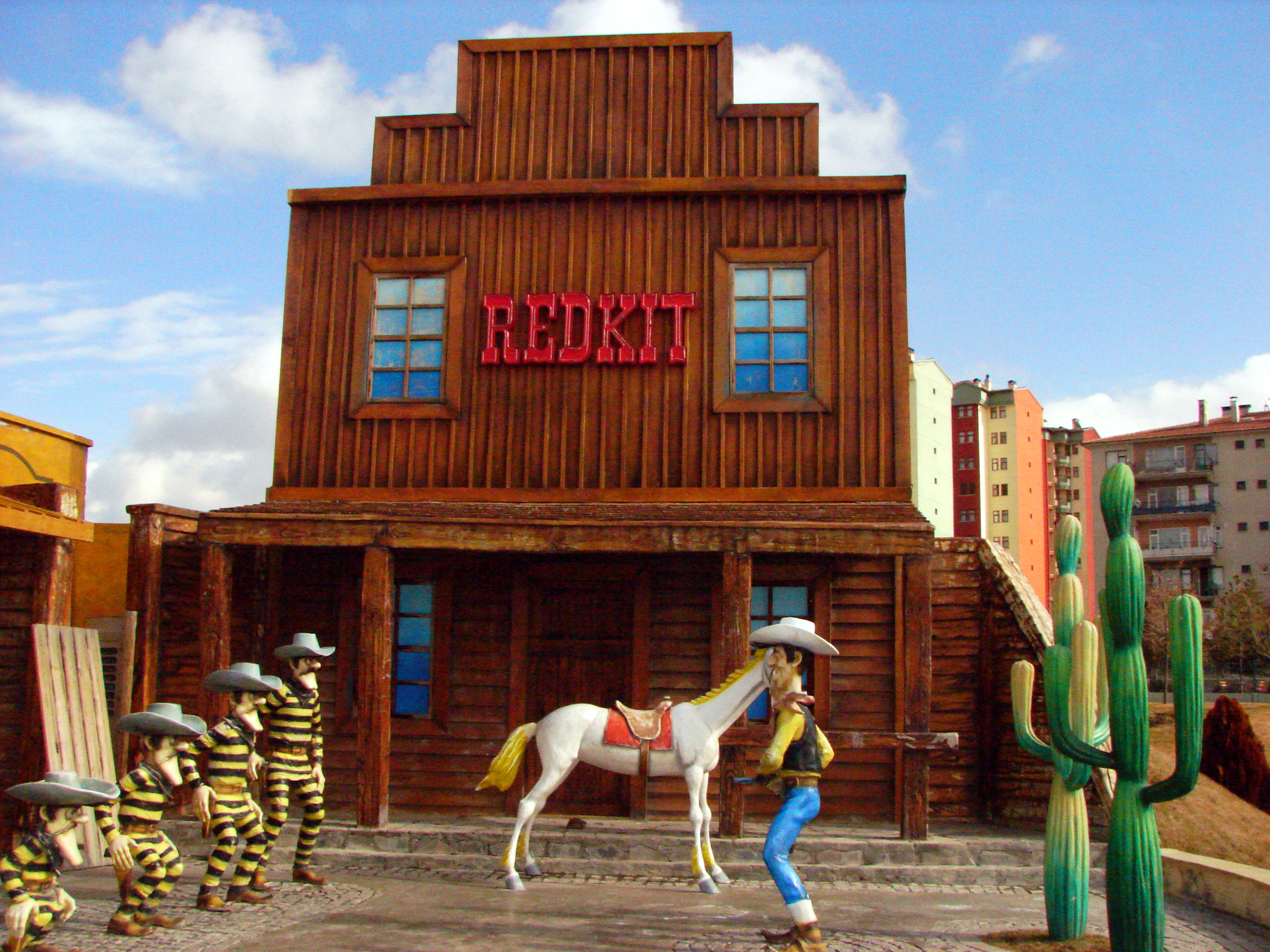
Lucky Luke in het Ankara Amusement Park (2007)

De stripserie draait om de rondzwervende cowboy Lucky Luke, die overal waar hij komt, helpt om onrecht en misdaad te bestrijden. Hij staat vooral bekend om het feit dat hij sneller schiet dan zijn schaduw. De overige hoofdpersonages zijn Lukes trouwe paard Jolly Jumper, de domste hond ter wereld Rataplan en de boevenbende De Daltons.
Alle verhalen spelen zich af in de 19e eeuw, zij het zonder duidelijke chronologie of vermelding van jaartallen. Lucky Luke ontmoet ook regelmatig beroemde historische figuren, zoals Calamity Jane, Billy the Kid, Jesse James, Abraham Lincoln en Sarah Bernhardt, en is betrokken bij verschillende historische gebeurtenissen, zoals de oprichting van de Pony Express, de aanleg van de eerste telegraafverbinding van de oostkust naar de westkust en de kolonisatie van Oklahoma. In werkelijkheid leefden deze personen van de vroege tot late 19e eeuw, en vonden de gebeurtenissen waar Luke bij betrokken is over een periode van vele jaren plaats. Zo ontmoet Lucky Luke in The Daily Star de journalist Horace Greeley voor diens reis naar New York, wat dit verhaal rond 1830 plaatst, terwijl Lukes betrokkenheid bij het gevecht met de Daltonbende in Coffeyville (in het album Vogelvrij) rond 1892 plaatsvindt.
In enkele verhalen begeeft Luke zich buiten het Wilde Westen en komt zelfs in het buitenland, in Mexico, Canada en Parijs.

## Achtergrond

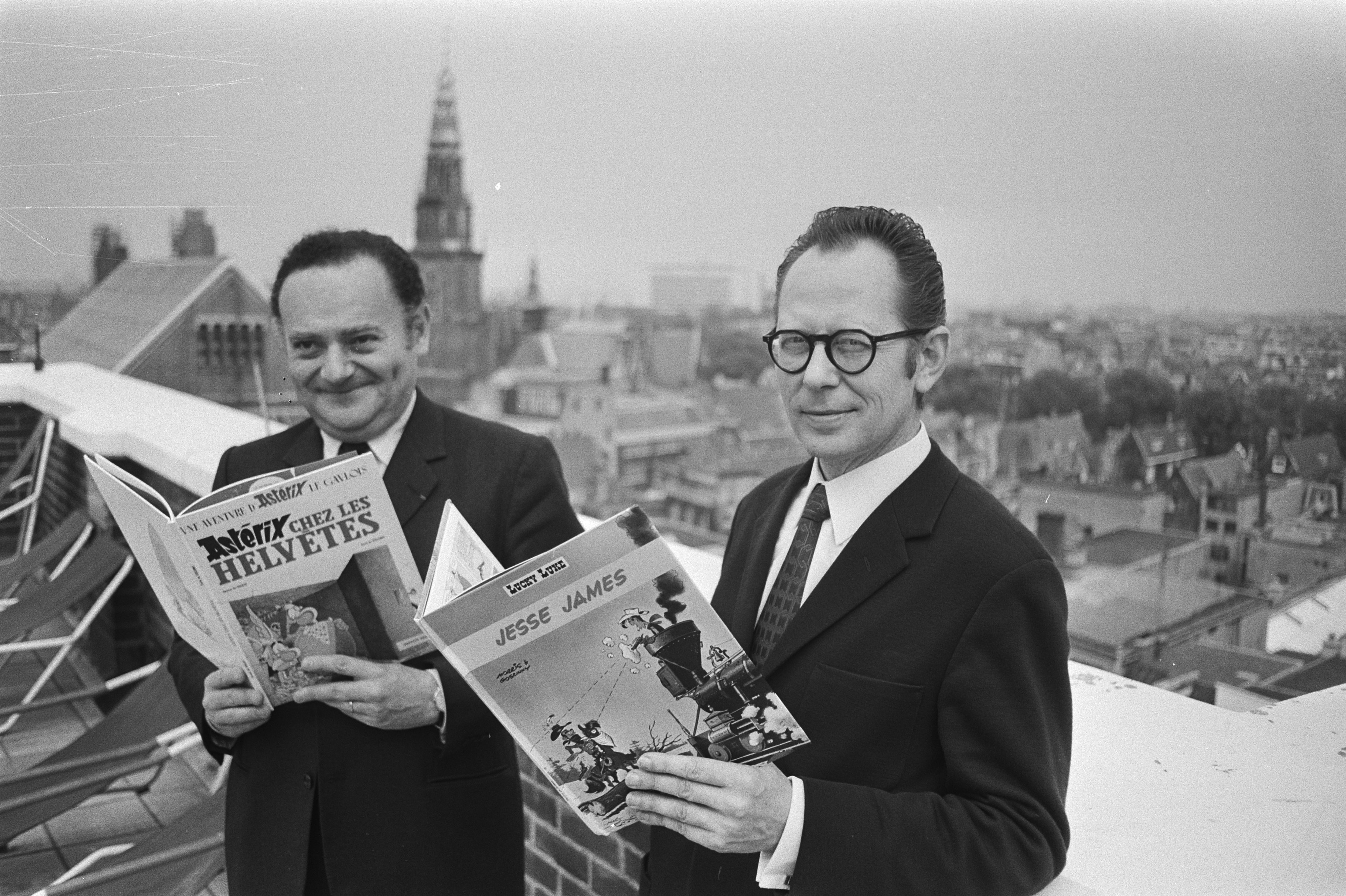
Morris (rechts) en Goscinny tijdens een bezoek aan Amsterdam in 1971

Lucky Luke debuteerde in 1946 in het weekblad Robbedoes met het verhaal Arizona 1880. Morris koos voor dit blad in plaats van voor het weekblad Kuifje, omdat de speelse stijl van Robbedoes beter bij zijn verhalen paste. Zijn strips zouden hierin jarenlang verschijnen en in het blad Spirou. De strip was bedoeld als een parodie op het destijds populaire western-genre en deze filminvloeden keren ook terug in de tekenstijl. Decors, coulissen, rekwisieten, wisselende cameraposities, beeldmontage en lay-out zijn allemaal goed door Morris bestudeerd en verwerkt in de strip. Sommige shots beeldde hij af op volle paginabreedte. Morris documenteerde zich voor ieder verhaal zorgvuldig, onder andere met behulp van bioscoopaffiches. Die kon hij niet zomaar in handen krijgen. Hij moest ze daarom uit de bioscoopvitrine stelen, waarbij zijn vriend André Franquin (tekenaar van onder meer Guust en Robbedoes en Kwabbernoot) op de uitkijk stond. De affiches (allemaal met afgescheurde hoeken) zijn bewaard gebleven.
In 1948 vertrokken Morris, en de striptekenaars Jijé en Franquin naar de Verenigde Staten. Voor Morris was dit vooral om de stripcultuur van dit land in zich op te nemen. Hij werkte o.a. voor het tijdschrift MAD, wat een grote inspiratiebron voor de humor in Lucky Luke werd. Ook maakte hij een reis door Mexico. Hij zou regelmatig paginagrote tekeningen van Lucky Luke naar de redactie van Robbedoes sturen die dan gepubliceerd werden. In 1949 kwam het eerste album uit, Dick Diggers goudmijn.
Morris was echter geen sterk scenarist. Zijn vroege verhalen missen vaak een plot en moeten het vooral hebben van de actiescènes en grappen. Dat veranderde toen hij in de VS René Goscinny ontmoette, die de verhalen ging schrijven. Tijdens hun samenwerking beleefde de strip haar gouden jaren. Na de dood van Goscinny in 1977 namen meerdere scenaristen het schrijfwerk van hem over, waaronder Vicq, Bob de Groot, Jean Léturgie en Lo Hartog van Banda.
In het album Vogelvrij uit 1954 krijgt Luke het aan de stok met de Daltonbende. Zij worden door Luke gedood, maar bleken als antihelden bijzonder populair. Na talloze brieven met het verzoek om de Daltons terug te laten keren, besloten Morris en Goscinny nieuwe verhalen te schrijven, met daarin de neven van de Daltons die hun plaats innemen.

### Stijl
Morris werkte voordien voor tekenfilmstudio C.B.A. Zijn tekenstijl was in het begin dan ook erg beïnvloed door de tekenfilm. Zo gaf hij Lucky Luke in het begin maar vier vingers zoals daar toen gebruikelijk was. Om een betere striptekenaar te worden, ging hij inwonen bij striptekenaar Jijé. Via Jijé leert hij de kunst van het striptekenen en gaandeweg verfijnde hij zijn tekenstijl, die als een van de meest opmerkelijke en efficiënte van de humorstrip wordt beschouwd. De figuren hebben een cartoonachtig uiterlijk en dito houding. Morris speelde graag met de kleuren. De achtergrond heeft vaak een onlogische hippe kleur, bijvoorbeeld een roze lucht. Sommige figuren hebben opeens van top tot teen dezelfde kleur. De achtergrond is soms weggelaten. Dan zijn er opeens geen bomen of bergen meer te zien, maar alleen de personages. Op andere momenten zijn de decors juist zeer gedetailleerd. Het lijkt geïnspireerd op de popart. In een scène over een brand is de kleur op de hele bladzijde overwegend rood. Het bracht Morris soms in conflict met de drukkers die zijn aanwijzingen met betrekking tot de kleuren niet goed opvolgden.
De kleuren van de bovenkleding van Luke zijn rood, zwart en geel. In het album Een cowboy in Parijs wordt geopperd dat dit een verwijzing naar de vlag van België is.

### Censuur

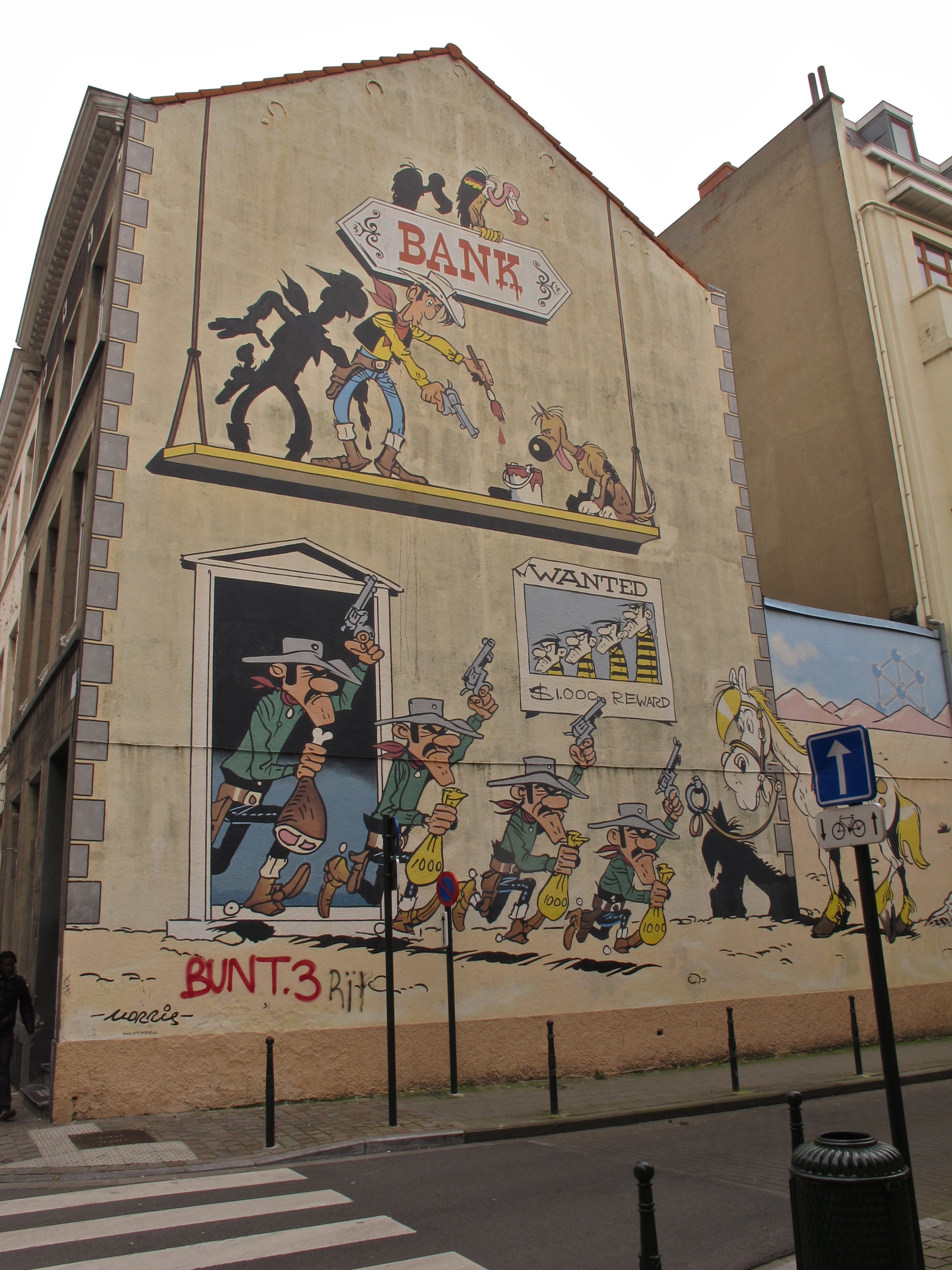
Stripmuur in Brussel

Morris had grote moeite met de beperkingen die hem werden opgelegd en die hij als censuur zag. Vooral in Frankrijk was er een zeer strenge wetgeving om de jeugd te beschermen. Zo mocht er eigenlijk niet geschoten worden, geen alcohol gedronken worden en geen vrouwelijk bloot getoond worden. Meerdere malen moesten afbeeldingen aangepast worden en soms zelfs het verhaal aangepast. Enkele voorbeelden zijn de afbeelding waarin Billy the Kid als baby op een revolver sabbelt in het album Billy the Kid en het album Vogelvrij, waarin de Daltons gedood worden. De voorkant van Naijver in Painful Gulch moest Morris wel vier (mogelijk vijf) keer overdoen. Vanaf de jaren jaren tachtig zouden de originele tekeningen teruggeplaatst worden. Het idee van een revolverheld die niet schiet kon natuurlijk niet, maar er werd een compromis gevonden doordat Lucky Luke nooit op het lichaam schiet. Hij schiet bijvoorbeeld de revolvers uit de handen van zijn tegenstanders. 
De cancandanseressen in de saloons zouden pas in de jaren zeventig geïntroduceerd worden. Deze erotische danseressen dragen echter dusdanig lange onderbroeken dat er niks te zien valt.
Bij de Amerikaanse uitgaven werden nog meer eisen gesteld. Zo moest de sigaret vervangen worden door een grasspriet om jongeren niet aan te zetten tot roken. Stereotypen zoals Mexicanen die doorlopend siësta houden, indianen die onduidelijk praten en Chinezen die de hele dag de was doen moesten ook anders weergegeven worden.
Morris zag alle beperkingen eigenlijk als een ontkenning van hoe het Wilde Westen ooit geweest was. Als verzet tekende hij een stripverhaal van één bladzijde waarin Lucky Luke whisky drinkt, mensen die hem ergeren doodschiet en naar bed gaat met een cancandanseres.

### Na Morris
Na de dood van Morris in 2001 werd de serie voortgezet door de Franse tekenaar Achdé, in samenwerking met de schrijver Laurent Gerra. Later werden ook Daniel Pennac, Jacques Pessis en Tonino Benacquista betrokken in de scenario's. In 2015 werd Jul aangetrokken voor het scenario van het zevende album in de nieuwe reeks. In deze serie, genaamd naar Morris treedt Luke ook enkele malen buiten het Wilde Westen en gaat naar Parijs om het Vrijheidsbeeld op te halen en naar het Louisiana van na de Amerikaanse Burgeroorlog.

## Personages

### Hoofdpersonen

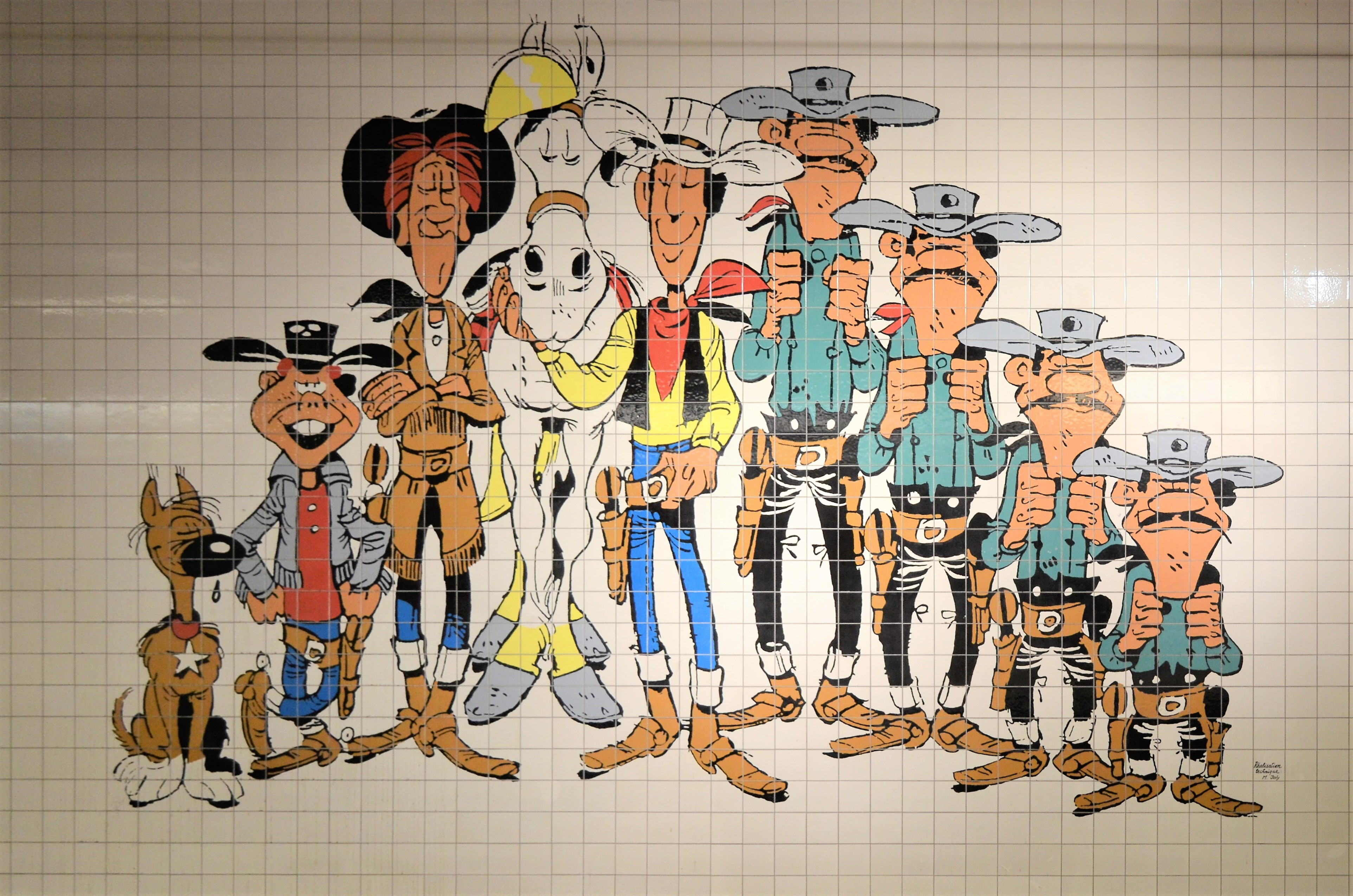
Een aantal figuren uit de stripreeks. O.a. zijn paard Jolly Jumper en rechts de neven Dalton

Lucky Luke
De man die sneller schiet dan zijn schaduw. Hij is doorgaans gekleed in een blauwe broek, geel overhemd met een zwart hesje, een rode halsdoek, een witte cowboyhoed en bruine laarzen. Lukes uiterlijk is in de loop der tijd duidelijk veranderd. Luke is een poor lonesome cowboy die, overal waar hij komt, onrecht en misdaad bestrijdt. Over zijn exacte afkomst is niets bekend. In de eerdere strips was Luke een kettingroker, maar in 1983 verving Morris de sigaret door een strootje. Dit leverde hem waardering op van de Wereldgezondheidsorganisatie. Luke heeft zelden in zijn leven iemand doodgeschoten; in zijn debuutalbum doodt hij een criminele dubbelganger van zichzelf en in het album Vogelvrij schiet hij de oorspronkelijke gebroeders Dalton (de broers Bob, Bill, Grat en Emmett) neer in het plaatsje Coffeyville. Hij wil zich nooit aan een bepaalde plek of persoon hechten en vertrekt als zijn werk erop zit altijd met de noorderzon, vaak zonder vaarwel te zeggen of teneinde te vermijden langer gehouden te worden aan de plek of positie.
Jolly Jumper
Lukes trouwe paard, het snelste paard van het Wilde Westen, en waarschijnlijk ook het intelligentste: voor een potje schaak, vissen met een hengel en een krant drukken draait Jolly Jumper zijn hoef niet om. Hij kan zelfs een blik bonen opendraaien en zijn eigen zadel afdoen, weet een aardig stukje te dobbelen, kan lezen, en weet raad met zelfs de lastigste touwknopen. Hij staat gewoonlijk klaar onder het raam waar Lucky Luke doorheen naar buiten zal springen.
De Daltons
Zij komen in veel albums voor en worden daarom mede tot de hoofdpersonen gerekend. Joe, Jack, William en Averell zijn onverbeterlijke schurken. Joe is de kleinste en de slimste, Averell de grootste en domste. Hun moeder, Ma Dalton, speelt soms ook een rol. Hoewel ze verbonden worden aan hun roemruchte neven, de echte Daltonbende, zijn de neven wel degelijk fictief. Oorspronkelijk maakten ze hun intreden in de strip De neven Dalton met als doel de echte Daltons te wreken die in het verhaal Vogelvrij door Lucky Luke waren gedood. Hierdoor houden de neven er een diepgewortelde haat jegens Lucky Luke op na met een langdurige vendetta tot gevolg.
Rataplan
De domste hond van het wilde westen. Hij is een parodie op film- en tv-hond Rin Tin Tin en heeft ook zijn eigen stripreeks.
Bones
Hij is een doodgraver die Lucky Luke in veel albums tegenkomt, waaronder de Ballade van de Daltons, Klondike en Marcel Dalton. Hij is klein van postuur en heeft een zeer ongezonde huidskleur. Hij is vaak bij rechtszaken aanwezig, waar hij op een nieuwe klant hoopt en waar hij dan ook vurig pleit voor het ophangen van de verdachte. Ook bij duels is hij aanwezig om alvast de maten van de verwachte verliezer op te meten. Hij is een karikatuur van een gier en wordt vaak door eentje vergezeld. Door zijn jarenlange behandelen van de doden heeft hij een hardnekkige formolgeur opgelopen. De doodgraver met de uiterlijke kenmerken van Bones is voor het eerst te zien in het verhaal Naijver in Painful Gulch en was aanvankelijk slechts een van de vele doodgravers die in de stripreeks werden opgevoerd. In latere albums en vooral de verfilmingen van de reeks zien eigenlijk alle doodgravers die voorkomen er uit als Bones.

### Historische personages uit het Wilde Westen
Diverse personages die voorkomen in de strip hebben echt bestaan.
- Roy Bean, rechter (De rechter)
- Sarah Bernhardt, actrice (Sarah Bernhardt)
- Buffalo Bill, avonturier en (in de stripreeks) koerier (De zingende draad, De Pony Express)
- Charles Bolles alias Black Bart, schoolmeester en bandiet (De postkoets)
- Adolphe en Arthur Caille, uitvinders (De eenarmige bandiet)
- Martha Jane Cannary, alias Calamity Jane, avonturierster (Calamity Jane en Spokenjacht)
- Bill, Bob, Emmett en Grat Dalton, leden van de beruchte Daltonbende (Vogelvrij)
- James B. Eads, ingenieur (De brug over de Mississippi)
- Virgil, Morgan en sheriff Wyatt Earp (O.K. Corral)
- Horace Greeley, journalist, persmagnaat en politicus (The Daily Star)
- John Henry "Doc" Holliday, tandarts, gokker en revolvervechter (O.K. Corral)
- Jesse James, Frank James en Cole Younger, outlaws (Jesse James)
- Billy the Kid, outlaw (Billy the Kid, Het escorte en Belle Starr)
- George Maledon, beul (Belle Starr).
- Isaac C. Parker, rechter (Belle Starr)
- Bass Reeves, marshal (Een cowboy tussen het katoen)
- Frederic Remington, kunstschilder (De kunstschilder)
- Mattie Silks, hoerenmadam (Klondike)
- Soapy Smith, gangster en oplichter (Klondike)
- Belle Starr, outlaw (Belle Starr)
- Brigham Young, godsdienstleider (De zingende draad)

### Cameo's
Morris was een filmfan en hield ervan om zijn personages het gezicht van bekende filmsterren te geven. Ook mensen uit de directe omgeving van Morris kregen een rol. Onder anderen:
- John Barrymore (acteur) als toneelspeler Whittaker Baltimore. (De witte ridder)
- Lee Van Cleef (westernacteur) als de premiejager Elliot Belt. (De premiejager)
- Gary Cooper (westernacteur)
- Céline Dion (zangeres) en haar echtgenoot. (Jolly Jumper op Vrijersvoeten)
- W.C. Fields (acteur en alcoholist) als de dronken circusdirecteur Kapitein Mulligan. (Western Circus)
- Louis de Funès (komiek, filmster en regisseur) als een van de criminelen die wil verhinderen dat de gokautomaat een succes wordt (De eenarmige bandiet)
- Sydney Greenstreet (Engels acteur) als grootvorst Leonid. (De grootvorst)
- Alfred Hitchcock (regisseur) kreeg een cameo als glazenpoetsende barman. Net als in zijn eigen films komt hij maar even in beeld, waaronder zijn bekende profielbeeld. (De postkoets, De duivelsranch)
- Victor Hubinon (striptekenaar, collega en vriend van Morris) vroeg zelf om een rol. Morris tekende hem als bendeleider Barry Blunt. (In de schaduw der boortorens)
- Christopher Lee speelt iemand die zich verkleedt als vampier. Lee speelde ooit nog Dracula. (De duivelsranch)
- Groucho Marx (komiek) is te zien in De duivelsranch
- David Niven (acteur) als de man die Calamity Jane goede manieren komt bijbrengen (Calamity Jane)
- Jack Palance (westernacteur) als de beruchte beroepsmoordenaar Phil IJzerdraad. Net als in zijn meeste films speelt hij de bad guy. (Phil IJzerdraad)
- Randolph Scott (westernacteur) als kolonel McStraggle (het 20ste Cavalerie)
- Mae West (actrice en sekssymbool) als de zingende hoerenmadam Lulu Carabine. (Western Circus en Dalton City)

In veel albums komt een doodgraver voor. Sommigen zijn gemodelleerd naar een leraar op het Sint-Jozefscollege te Aalst, waar Maurice De Bevere zijn middelbareschooltijd doorbracht.

## Spin-off: Kid Lucky
In 2011 werd een spin-off van de reeks Lucky Luke gelanceerd: De avonturen van Kid Lucky. Hierin is Lucky Luke te zien in zijn kindertijd. De auteur van de reeks is Achdé, die de nieuwe strips rond Lucky Luke zelf tekent. Het eerste album verscheen in december 2011 en heet De Leerling-Cowboy. De strip bevat één kort verhaal en voor de rest gags op één pagina. In 2014 verscheen het tweede album: Lasso Mortale. In de gewone reeks van Lucky Luke verschenen ook twee verhalen rond Kid Lucky: Kid Lucky en Oklahoma Jim.

## Lucky Luke vertelt over
In 1985 verschenen vier korte verhalen over Lucky Luke.
- Lucky Luke vertelt over: de cow-boys
- Lucky Luke vertelt over: de indianen
- Lucky Luke vertelt over: de pelsjagers
- Lucky Luke vertelt over: de cavalarie

## Lucky Luke in andere media

### Animatieseries

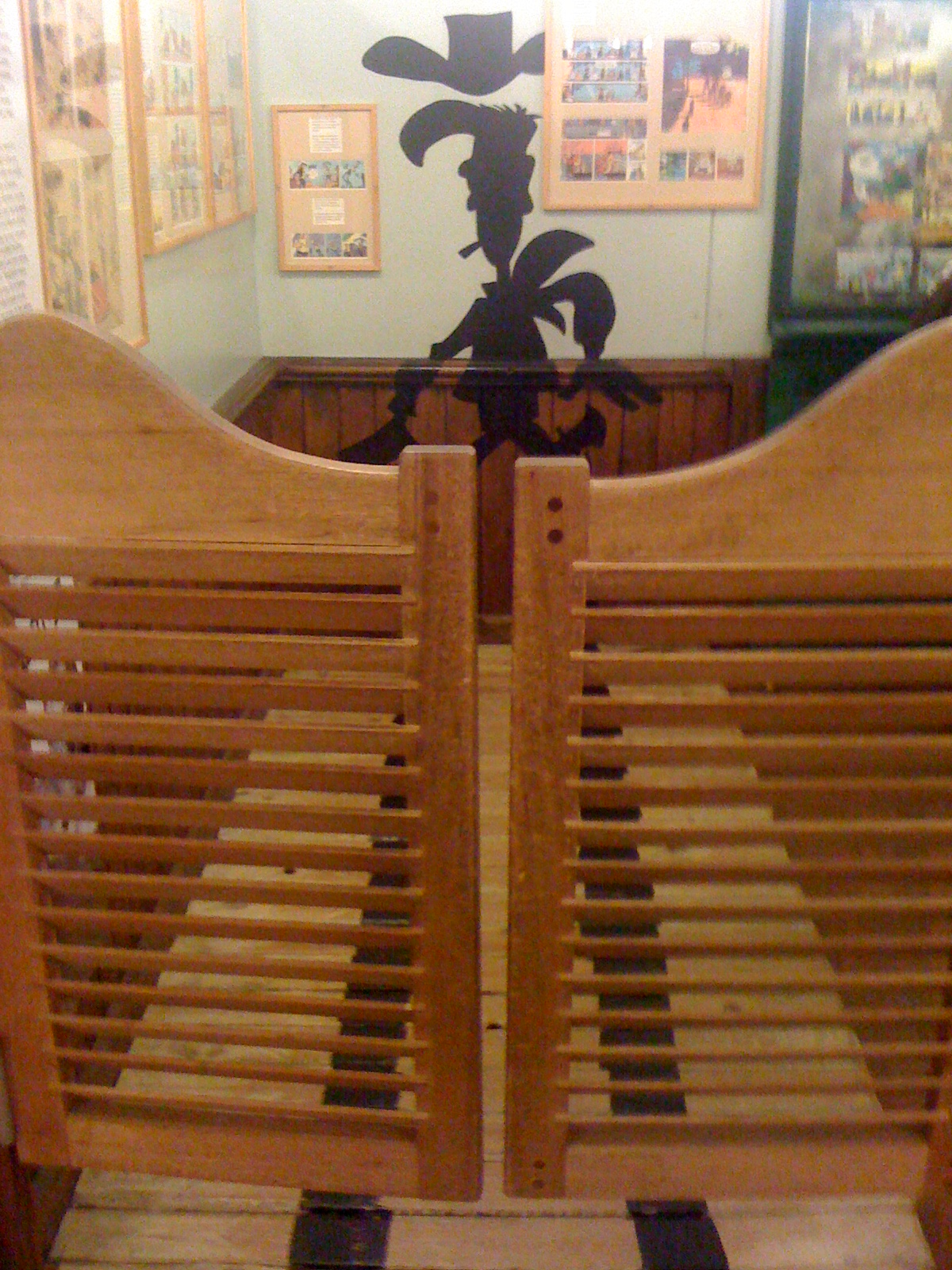
De schaduw van Lucky Luke in het Belgisch Centrum voor het Beeldverhaal

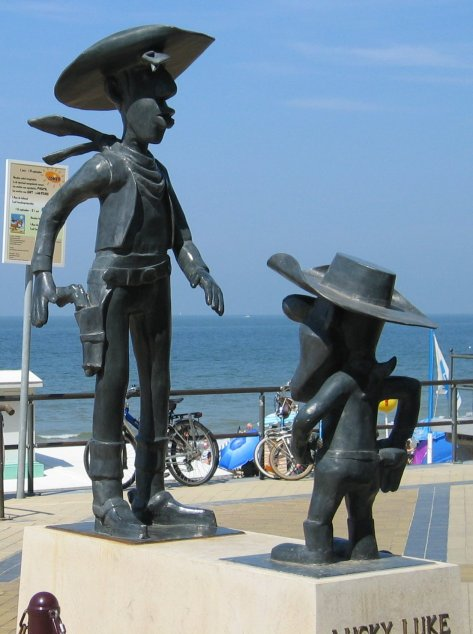
Standbeeld van Lucky Luke en Joe Dalton op de Zeedijk in Middelkerke

In 1983 maakte Hanna-Barbera, in coproductie met Gaumont en FR3, van de stripverhalen een tekenfilmversie (Lucky Luke), die in verschillende Europese landen werd uitgezonden. De reeks telde aanvankelijk 26 afleveringen, maar in 1991 werden er nog eens 26 afleveringen gemaakt, dit keer door het Franse IDDH. De scenario's in deze serie zijn direct overgenomen van de strips, zij het af en toe met wat aanpassingen. In Nederland zond men de serie in 1986 en 1987 uit op de VARA, later werd de serie herhaald door RTL 4 en Yorin. 48 van de 52 afleveringen zijn in twee boxen van vier dvd's uitgegeven, en ook nog in één megabox van acht dvd's. De volledige reeks werd ook uitgegeven op losse dvd's met twee of drie afleveringen. De oorspronkelijke begintune was een liedje dat in verschillende talen vertaald werd. De Nederlandse tekst van de begintune werd ingezongen door Edwin Rutten. De eindtune was het Engelse liedje I'm a poor, lonesome cowboy, die ook in de albums op het allerlaatste plaatje te lezen is, en werd in de Nederlandse versie gezongen door Gerard Cox.
In 2001 werd een nieuwe animatieserie gemaakt, bestaande uit 52 afleveringen. Deze serie stond ook wel bekend als De nieuwe avonturen van Lucky Luke. Deze serie bevat vooral nieuwe verhalen die nooit in stripvorm zijn uitgebracht.
In 2009 verscheen daarnaast ook de spin-offreeks De Daltons met korte tekenfilms rond de Daltons. In 2011 verschenen twee dvd's met elk negen afleveringen: Voor geen gat te vangen en De Daltontotem.

### Animatiefilms
Naast de series kwamen er ook vier animatiefilms uit van Lucky Luke:
- Daisy Town
- De ballade van de Daltons
- De Daltons op vrije voeten

Deze laatste is in feite samengesteld uit drie afleveringen van de korte serie, nl. Ma Dalton, De Daltons kopen zich vrij en De Daltons in de blizzard. De korte aflevering De Daltons op vrije voeten is een ander verhaal dan de lange tekenfilm.
- Tous à l'Ouest

In december 2007 kwam nog een vierde lange animatiefilm uit in de Franstalige bioscopen: Tous à l'Ouest, in het Nederlands vertaald als Lucky Luke op naar het Westen. De film is gebaseerd op het album De karavaan.

### Speelfilms
In 1971 werd het album De rechter verfilmd. De film Le Juge werd geregisseerd door Jean Girault. Het hoofdpersonage Lucky Luke kwam wel niet in de film voor en werd vervangen door een nevenpersonage genaamd Buck Carson.
Begin jaren 90 werden er twee speelfilms en een serie gemaakt met Terence Hill in de rol van Lucky Luke. De films werden opgevolgd door een live-actiontelevisieserie, eveneens met Terence Hill.
In 2004 verscheen de film Les Daltons, die hoofdzakelijk om de Daltons draaide maar waar Lucky Luke ook in voorkwam, dit keer gespeeld door Til Schweiger.
Op 21 oktober 2009 ging in Frankrijk een nieuwe versie van Lucky Luke in première. De film werd geregisseerd door James Huth. Jean Dujardin speelde hierin de hoofdrol als Lucky Luke.

### Tv-serie
In 2020 startte de productie van een Franse liveaction-televisiereeks. De hoofdrol is voor Michaël Youn.

### Computerspellen
Vanaf 1984 zijn er meerdere Lucky Luke-computerspellen gemaakt. De meeste werden uitgebracht door Infogrames en waren soms alleen in Europa te krijgen.

## In het straatbeeld

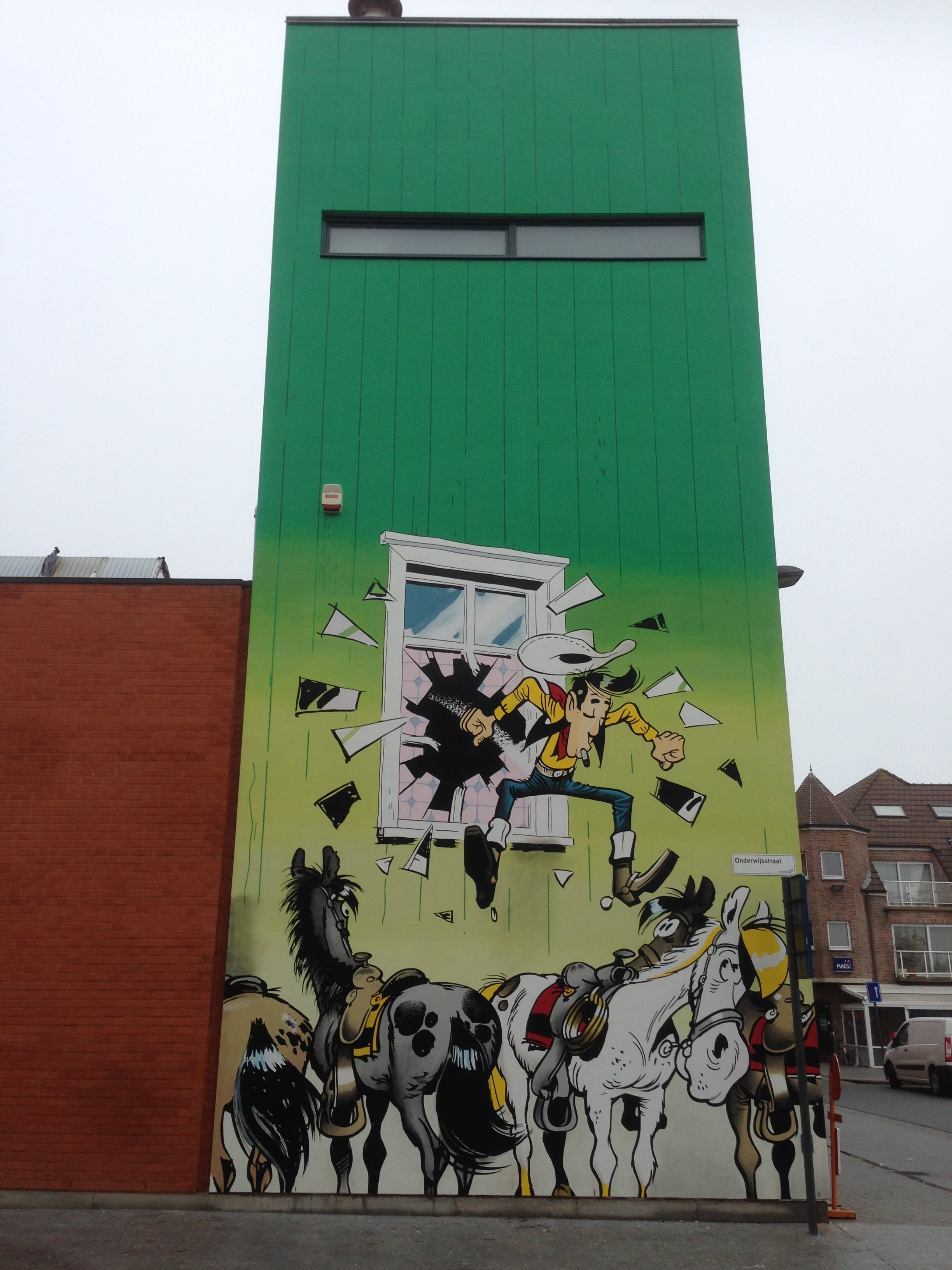
Stripmuur in Middelkerke. Lucky Luke springt in de strips regelmatig dwars door een raam bovenop zijn gereedstaande paard.

- In de Brusselse Washuisstraat is sinds 1992 een stripmuur van Lucky Luke te zien.[9][10]
- In Middelkerke werd op de gevel van centrum De Branding in Populierlaan 35 op 16 november 2016 een stripmuur onthuld. Als tekening werd de cover van weekblad Spirou/Robbedoes van 4 januari 1968 gebruikt.[11]
- In 2017 werd in Antwerpen het indoorpretpark Comics Station geopend. Het werd gethematiseerd naar 6 verschillende Belgische stripreeksen waaronder Lucky Luke. Het heeft daar ook een eigen themazone.
- In 2020 werd in de Franse stripstad Angoulême een stripmuur gemaakt voor René Goscinny, waar ook Lucky Luke op staat. De tekening is van de hand van Catel, die een Goscinny-stripbiografie maakte.[12]
- In 2022 werd een beeld van Lucky Luke en Jolly Jumper geplaatst in het Parc Jules Descampe te Waterloo.[13]

## Cameo's in andere strips en parodieën
- In het 26ste album van De Kiekeboes, getiteld Album 26, passeert Lucky Luke vanwege een opstekende mist per ongeluk met zijn paard, Jolly Jumper in een beeldplaatje. Hij zingt I'm a poor lonesome cowboy. Eerder in het album protesteerde Kiekeboe tegen de tekenaar dat hij een stuntman wil, want "denk je dat Kuifje, Asterix en Lucky Luke al hun stunts zelf doen?"
- In het Kiekeboe-album Afgelast wegens ziekte verschijnt de cowboy in strook 61 samen met Kuifje, Asterix, Obelix, Bollie en Billie, Peanuts, Batman, Donald Duck en Popeye op Kiekeboes begrafenis.
- Ook in Urbanus-album 56, Kermis in de Hel, zien we Lucky Luke bij de hoofdrolopsomming. In de Urbanusstrip Pedo-Alarm maakt Lucky Luke, samen met diverse andere stripfiguren, zijn opwachting om een kleien beeld van hen te laten maken. Lucky Luke geeft er aan waarom hij weer is beginnen te roken.
- In deel 3 van de stripreeks Van Nul tot Nu, op pagina 6, is Lucky Luke te zien terwijl iemand tegen hem klaagt over verkeerd aangelegde treinrails, een knipoog naar het album Spoorweg door de prairie waarin eenzelfde situatie zich voordoet.
- In het album Het goud van Duncan uit de reeks Durango heeft tekenaar-scenarist Yves Swolfs een realistische versie van Lucky Luke getekend als eerbetoon.
- Lucky Luke is te zien in een PEP-paradespecial genaamd "Op een dag zei een regisseur tegen mij", alwaar een klein dik mannetje met een zware bril vertelt hoe een persoon gespot kan worden en in verschillende rollen gecast kan worden. Uiteindelijk leidde geen van die rollen tot internationale roem, tot hij op een dag een advertentie voor een stand-in zag staan. Het verhaal eindigt met de persoon als Lucky Luke (met een Zware bril) die als "Lonesome cowboy" de zonsondergang tegemoet reist.
- Lucky Luke is ook te zien in het boek Dossier Cauvin in een niet eerder uitgegeven special over hoe de door Cauvin geschreven serie van de Blauwbloezen ontstond. Volgens het verhaal begon het allemaal toen Morris bij Dupuis wegging en een "Poor lonesome cowboy" uit de bladzijden van Robbedoes vertrok. Later is er een plaatje te zien van Willy Salverius die als "Poor lonesome Salvé" de zonsondergang tegemoet reist, wat zijn overlijden symboliseert. Weer later is er een plaatje van een "Poor Lonesome Lambil" waar Cauvin zich zorgen maakt over wat te doen als Willy Lambil zou sterven. Het verhaal eindigt met een plaatje van een "Poor lonesome Cauvin" waar Lambil zich zorgen maakt over wat te doen als Cauvin zou sterven.
- Ook in Chick Bill komt Lucky Luke voor: men verwijst naar hem als in het laatste plaatje van Een stem als een klok de "Poor Lonesome Cowboy" weerklinkt en Chick naar Luke wijst (al verschijnt hij zelf niet in beeld).
- In het album Asterix en zijn vrienden, een eerbetoon aan Albert Uderzo, wordt uitgelegd hoe Lucky Luke het voor elkaar krijgt om sneller te schieten dan zijn schaduw. Dit komt doordat Asterix en Obelix bij hun bezoek aan Amerika een kleine hoeveelheid toverdrank hebben achter gelaten. Vele jaren later krijgt Lucky Luke hier één druppeltje van.